# Округ Медисон (Ајова)
Округ Медисон (енгл. Madison County) је округ у америчкој савезној држави Ајова.

## Демографија
По попису из 2010. године број становника је 15.679, што је 1.66 (11,8%) становника више него 2000. године.
| Група             | 2000.          | 2010.          |
| Белци             | 13.763 (98,2%) | 15.233 (97,2%) |
| Афроамериканци    | 12 (0,1%)      | 46 (0,3%)      |
| Азијати           | 25 (0,2%)      | 51 (0,3%)      |
| Хиспаноамериканци | 105 (0,7%)     | 197 (1,3%)     |
| Укупно            | 14.019         | 15.679         |